# Stefaniola salicicorniaramaea
Stefaniola salicicorniaramaea är en tvåvingeart som beskrevs av Fedotova 1990. Stefaniola salicicorniaramaea ingår i släktet Stefaniola och familjen gallmyggor.
Artens utbredningsområde är Kazakstan. Inga underarter finns listade i Catalogue of Life.